# Szkoła gminna na Łazarzu w Poznaniu

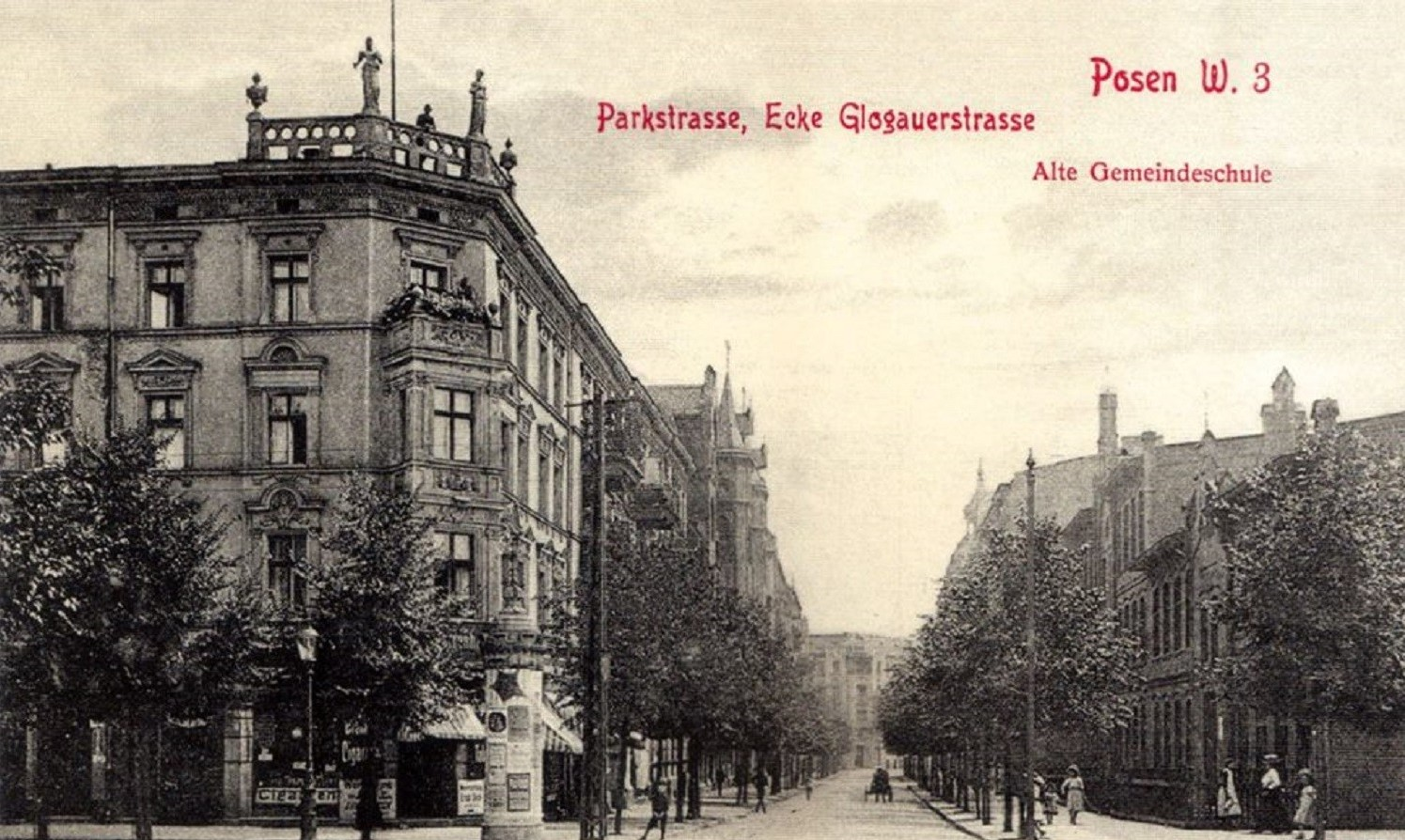
Szkoła w latach 1910–1915 (na pierwszym planie po prawej)

Szkoła gminna na Łazarzu w Poznaniu – nieistniejąca, początkowo gminna szkoła ludowa (niem. Volksschule) usytuowana na Łazarzu, od 1889 roku w budynkach przy ul. Głogowskiej i ul. Józefa Strusia, ówcześnie (niem. Glogauerstrasse i Parkstrasse). 

## Historia
W 1889 roku zbudowano budynek przy ul. Głogowskiej, w pobliżu ul. Józefa Strusia, w którym ulokowano szkołę, działającą do tej pory w budynku mieszczącym się w pobliżu późniejszego gmachu dworcowego urzędu pocztowego. Był to piętrowy murowany budynek z płaskim dachem. 
Szkoła rozbudowywana była trzykrotnie. W 1895 roku przeprowadzono pierwszą rozbudowę, kiedy to zabudowano narożnik ul. Głogowskiej i ul. Strusia, wydłużając budynek szkoły w ciągu ul. Strusia. Kolejna miała miejsce w 1898 roku, kiedy wg projektu architekta Georga Browna dobudowano kolejne skrzydło budynku przy ul. Strusia, jedyne zachowane do dzisiaj. Od tego momentu zabudowania szkoły liczyły 14 izb lekcyjnych, co pozwalało w następnym roku szkolnym na przyjęcie prawie 800 uczniów. W późniejszym okresie przeprowadzono następne zmiany obiektu, a w 1914 roku założenie szkolne od strony podwórza zyskało więcej przestrzeni, kiedy wyburzono tam pomieszczenia gospodarcze.  
W 1919 roku szkoła przyjęła za patrona Antoniego Małeckiego i funkcjonowała jako Szkoła Powszechna nr IX do września 1939 roku. W trakcie działań wojennych w budynkach szkoły utworzono szpital. Po 1945 roku ze względu na znaczne zniszczenie budynków mieszczących szkołę, wyburzono całkowicie jej zabudowę od ul. Głogowskiej, podwyższając zarazem o jedno piętro niezniszczoną część skrzydła budynku od ul. Strusia.  
W 1945 roku w pozostałych zabudowaniach uruchomiono Szkołę Powszechną nr 3 i Szkołę Powszechną nr 4. Następnie pierwszą ze szkół przeniesiono, a drugą przemianowano na Szkołę Powszechną nr 9, która w tym miejscu funkcjonowała do 1 września 1951 roku, kiedy przeniesiono ją w inne miejsce. Po przeprowadzce obiekt wykorzystano, urządzając w nim szkołę dla dzieci specjalnej troski. 
Współcześnie, po kolejnej przebudowie i przebiciu przejazdu pod częścią budynku, w zabudowaniach szkoły na parterze funkcjonuje sklep dyskontowy. 